# Puchlovice
Puchlovice település Csehországban, a Hradec Králové-i járásban. Puchlovice Boharyně, Kratonohy és Roudnice településekkel határos. Lakosainak száma 114 fő (2024. január 1.).

## Népesség
A település lakosságának változását az alábbi diagram mutatja:
| Lakosok száma | 313  | 241  | 252  | 192  | 156  | 134  | 123  | 113  | 110  | 114  |
|               | 1869 | 1900 | 1921 | 1961 | 1980 | 2011 | 2016 | 2019 | 2021 | 2024 |